# Dorothy Lawrence
Dorothy Lawrence (Hendon, 4 de octubre de 1896 –Municipio de Islington, 4 de octubre de 1964) fue una periodista inglesa, quien en secreto se disfrazó de hombre para luchar como soldado durante la Primera Guerra Mundial.

## Primeros años
Lawrence nació en Hendon, Middlesex, de padres desconocidos. Probablemente ilegítima, fue adoptada siendo bebé por un guardián de la Iglesia de Inglaterra.
Hay alguna discrepancia en su origen. El Dictionary of National Biography (que al momento de publicación en 2004 no mencionaba detalles de su vida después de 1919) informa que Lawrence nació el 4 de octubre de 1896 en Polesworth, Warwickshire y era la segunda hija de Thomas Hartshorn Lawrence y Mary Jane Beddall.

## Corresponsal de guerra
Queriendo ser periodista, tuvo éxito publicando varios artículos en The Times. Al estallar la guerra, escribió a varios periódicos de Fleet Street con la esperanza de informar sobre la guerra.
Viajando a Francia en 1915, se ofreció como empleada civil en el Destacamento de Ayuda Voluntario pero fue rechazada. Decidió entrar en la zona de guerra a través del sector francés como corresponsal de guerra independiente, pero fue arrestada por la Policía francesa en Senlis, a 2 millas (3.2 km) de la línea del frente, y se le ordenó dar vuelta. Pasó la noche en un pajar en el bosque, y regresó a París donde concluyó que sólo disfrazada podría conseguir la historia que quería escribir:

I'll see what an ordinary English girl, without credentials or money can accomplish. (Veré lo que una chica inglesa común, sin credenciales o dinero puede lograr.)

### Transformación

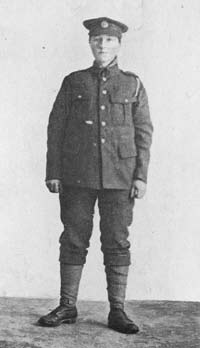
Lawrence en 1915, posando como soldado del BEF

Se hizo amiga de dos soldados del Ejército británico en una cafetería parisina, y les persuadió de que le pasaran un uniforme caqui, pieza por pieza, dentro de su ropa; diez hombres finalmente compartieron esta proeza, a la que más tarde se referirá en su libro como los "cómplices caquis". Entonces empezó a practicar su transformación física: aplanando su figura con un corsé casero, usando cojines de algodón para agrandar sus hombros; y convenció a dos policías militares escoceses para que cortaran su melena castaña en un corto estilo militar. Oscureció su tez con Condy's Fluid, un desinfectante de permanganato de potasio, se rasuró la piel pálida de sus mejillas en la esperanza de aparentar las erupciones propias del afeitado cotidiano; y terminó con un poco de crema abrillantadora de zapatos. Finalmente pidió a sus amigos soldados que la enseñaran cómo marchar y caminar.
Llevando un abrigo amplio y ninguna ropa interior, pues no quería que sus amigos descubrieran sus calzones y combinación abandonados, obtuvo los papeles de su nueva falsa identidad: soldado Denis Smith del 1.º Bn, Regimiento de Leicestershire, y se dirigió a las líneas del frente.

### Línea del frente
Dirigiéndose al sector británico del Somme, partió en bicicleta. En su camino hacia Albert, Somme, conoció a Tom Dunn, un minero de Lancashire enrolado en la Fuerza Expedicionaria Británica (BEF) como excavador de túneles, quien se ofreció a ayudarla. Temiendo por la seguridad de una mujer sola entre soldados hambrientos de compañía femenina, Dunn encontró a Lawrence una cabaña abandonada en el bosque de Senlis donde dormir. Durante su tiempo en la primera línea, regresaba allí cada noche para dormir sobre un colchón húmedo, alimentada por cualquier ración que Dunne y sus colegas pudieran ahorrar.
En su libro posterior, Lawrence escribe que Dunn le encontró trabajo como zapador en el 179 Tunnelling Company, 51.ª División, de los Ingenieros Reales, empresa especializada en la colocación de minas que operaba a menos de 370 m de la línea del frente. Lawrence asegura que sirvió cavando túneles. Pero correspondencia y evidencias más tardías después de su descubrimiento por las autoridades del Ejército británico, incluyendo los archivos de Sir Walter Kirke del servicio secreto del BEF, sugieren que ella no emprendió este trabajo de excavación altamente especializado, pero estaba en libertad y trabajando dentro de las trincheras.
El esfuerzo del trabajo, y de ocultar su verdadera identidad, pronto le causó escalofríos constantes y reumatismo, y luego desmayos. Preocupada por el hecho de que si necesitaba atención médica su género sería descubierto y los hombres que se habían hecho sus amigos estarían en peligro, después de 10 días de servicio se presentó ante el sargento al mando, quién de inmediato la colocó bajo arresto militar.

### Regreso a Inglaterra
Llevada a la sede del BEF e interrogada como espía por un coronel, fue declarada prisionera de guerra. Desde allí fue llevada a caballo hasta la sede del Tercer Ejército en Calais, donde fue interrogada por seis generales y aproximadamente otros veinte oficiales. Ignorando el término de "seguidora de campamento" (uno de cuyos significados era prostituta) más tarde recordó " hablamos sin parar con propósitos cruzados. Por mí parte, no había sido informada del significado del término y ellos por la suya continuaban inconscientes de ¡que continuaba ignorante! Por tanto a menudo parecía que estuviera diciendo mentiras."
De Calais fue llevada a Saint-Omer para más interrogatorios. El Ejército estaba avergonzado de que una mujer hubiera infringido su seguridad y temían que más mujeres adoptaran disfraz masculino durante la guerra si su historia salía a la luz. Por orden de un juez sospechoso de que  pudiera liberar información sensible, permaneció en Francia hasta después de la Batalla de Loos. Encerrada dentro del Convento de Bon Pasteur, se le hizo jurar que no escribiría sobre sus experiencias, y firmó una declaración jurada a tal efecto, o sería enviada a prisión. Enviada a Londres, viajó a través del Canal de la Mancha en el mismo transbordador que Emmeline Pankhurst, quién le pidió que hablara en una reunión sufragista.
Una vez en Londres, intentó escribir sobre sus experiencias para The Wide World Magazine, una revista ilustrada con sede en Londres, pero tuvo que desechar su primer libro debido a las instrucciones de la Oficina de Guerra, la cual invocó La Ley de Defensa del Reino de 1914 para silenciarla. Más tarde comentó:

In making that promise I sacrificed the chance of earning by newspaper articles written on this escapade, as a girl compelled to earn her livelihood. (Al hacer esa promesa sacrifiqué la posibilidad de ganarme con artículos periodísticos escritos sobre la escapada, como una chica obligada a ganarse la vida.)

## Vida posterior
En 1919, se mudó a Canonbury, Islington, y publicó un relato de sus experiencias: Sapper Dorothy Lawrence: The Only English Woman Soldier. A pesar de que fue bien recibido en Inglaterra, América y Australia, fue fuertemente censurado por la Oficina de Guerra, y en un mundo que solo quería seguir adelante no se convirtió en el éxito comercial que ella esperaba.
Sin ingresos y ninguna credibilidad como periodista, en 1925 su comportamiento cada vez más errático atrajo la atención de las autoridades. Después de confesar a un doctor que había sido violada en su adolescencia por su guardián de la iglesia, y sin familiares que cuidarla, fue internada y más tarde declarada demente. Ingresada primero en el London County Mental Hospital de Hanwell en marzo de 1925, más tarde fue retirada en el Colney Hatch Lunatic Asylum en Friern Barnet, Londres del norte. Murió allí, en el que entonces se conocía como Friern Hospital en 1964. Fue enterrada en una tumba para indigentes en New Southgate Cementery, en una parcela cuya ubicación exacta se desconoce.

## Legado
En 2003, Richard Bennett, nieto de Richard Samson Bennett, uno de los soldados que había ayudado a Lawrence en Francia, encontró una nota de ella dentro de los archivos de correspondencia del Museo de Ingenieros Reales en Chatham, Kent. En una investigación posterior, el historiador de East Sussex Raphael Stipic encontró una carta escrita por Sir Walter Kirke sobre Lawrence. El historiador militar Simon Jones entonces encontró una copia del libro de Lawrence en el REM y empezó a recopilar notas para escribir una biografía.
Su historia más tarde se incluyó como parte de una exposición en el Museo Imperial de la Guerra sobre mujeres en la guerra. Jones encontró más tarde que las alegaciones de violación de Lawrence eran lo suficientemente convincentes como para ser incluidas en sus registros médicos, guardados en los London Metropolitan Archives pero no disponibles para el acceso general.